# Эндрю, герцог Йоркский
Принц Эндрю, герцог Йоркский (англ. Prince Andrew Duke of York, полное имя Эндрю Альберт Кристиан Эдвард; род. 19 февраля 1960) — британский принц, вице-адмирал (2015—2022). Третий ребёнок и второй сын королевы Елизаветы II и Филиппа герцога Эдинбургского, младший брат короля Карла III. Занимает 8-е место в порядке наследования британского престола.

## Биография

### Ранняя биография
Принц Эндрю — третий ребёнок королевы Елизаветы и принца Филиппа, герцога Эдинбургского. Родился 19 февраля 1960 года в Лондоне.
Его старшие брат и сестра — король Карл III (род. 1948) и королевская принцесса Анна (род. 1950), а младший брат — принц Эдвард (род. 1964).
Как и старшие брат и сестра, Эндрю воспитывался гувернанткой до 5 лет, затем его отправили в частную школу Хезердаун недалеко от Аскота в графстве Беркшир.

### Образование
В сентябре 1973 года Эндрю поступил в школу-пансион Гордонстаун на севере Шотландии. С января по июнь 1977 года он стажировался в колледже Лейкфилд в Канаде.
В 1979 году Эндрю окончил школу и поступил в Королевский военно-морской колледж, где обучился на пилота вертолёта.

### Военная карьера
В 1982 году он стал офицером 820-й военно-морской авиационной эскадрильи, приписанной к авианосцу «Инвинсибл».
Когда в апреле 1982 года началась Фолклендская война, «Инвинсибл» принял в ней участие. Чтобы не подвергать жизнь Эндрю опасности, правительство исключило принца из участников военной операции, но королева настояла на возвращении сына на авианосец. Он был вторым пилотом вертолёта Sea King и участвовал в боевых вылетах.
В 1984 году Эндрю был назначен личным адъютантом королевы. Эту должность он занимал до 1987 года, когда стал инструктором в вертолётной эскадрилье. В 1988-89 годах он был офицером на эсминце «Эдинбург», затем был вертолётчиком на фрегате «Кэмпбелтаун», а с 1993-го по 1994-й годы командовал минным тральщиком «Коттесмор». Затем он снова был пилотом, штабным офицером, завершил военную карьеру в 2001 году, дослужившись до офицера военно-морского штаба, отвечающего за международное сотрудничество, в звании коммандера. В 2005 году он получил звание капитана, в 2010 году — контр-адмирала, в 2015 году — вице-адмирала.

### Деятельность
С 2001 года Эндрю работал специальным представителем Великобритании по международной торговле и инвестициям, в его обязанности входило представление страны на торговых ярмарках и конференциях по всему миру.
В октябре 2004 года Эндрю посетил Россию.
3 сентября 2012 года Эндрю был одним из 40 людей, которые спустились по веревке с небоскрёба The Shard, чтобы привлечь инвесторов в фонды Outward Bound и Royal Marines Charitable.
С 2014 года в рамках проекта Pitch@Palace принц Эндрю поддерживает предпринимателей, делится с ними контактами потенциальных инвесторов.

### Скандалы и обвинения
В 2005 году принц Эндрю оказался втянут в скандал вокруг американского финансиста Джеффри Эпштейна, с которым он познакомился в 1990-е годы: Эпштейна обвинили в сексуальной связи с несовершеннолетней, и на суде по делу Эпштейна свидетельница Вирджиния Робертс заявила, что в 2001 году, когда ей было 17 лет, финансист принуждал её заниматься сексом с ним и другими мужчинами, включая принца Эндрю. В 2008 году Эпштейн, пойдя на сделку со следствием был приговорён к 18 месяцам лишения свободы. Принц Эндрю не прервал отношений с Эпштейном и, после его освобождения, несколько раз гостил у него дома в Нью-Йорке. 6 июля 2019 года Эпштейн был вновь задержан и в ходе предварительного следствия покончил с собой в тюремной камере.
В феврале 2011 года, во время гражданской войны в Ливии, член парламента Крис Брайант обвинил Эндрю в том, что он был «не только близким другом Саифа аль-Ислама Каддафи, но и приятелем осужденного ливийского оружейного контрабандиста Тарека Кайтуни». После этого Эндрю лишился должности специального представителя по международной торговле и инвестициям.
Британская королевская семья неоднократно заявляла, что звучавшие в адрес принца обвинения, связанные с Эпштейном, не имеют никакого отношения к реальности. Сам принц в течение долгих лет лично не комментировал эту историю. В середине ноября 2019 года, однако, он дал интервью Би-би-си, в котором рассказал о своей дружбе с Эпштейном и попытался опровергнуть утверждения о сексуальной связи с 17-летней девушкой. После выхода программы в эфир принц подвергся резкой критике со стороны общественности: его обвинили в неискренности и в том, что он не выразил сочувствия пострадавшим девушкам. 20 ноября пресс-служба Букингемского дворца от имени принца Эндрю сообщила, что он временно отказался от исполнения официальных обязанностей в качестве члена королевской семьи из-за произошедшего скандала.
13 января 2022 года принц был лишён всех своих почётных воинских званий (кроме военно-морских), а также всех королевских патронажей. В феврале того же года стало известно о достижении внесудебного урегулирования поданного Вирджинией Робертс-Джуффре иска.
Ветеран королевской охраны Пол Пейдж рассказал в интервью, что принц Эндрю регулярно вёл себя по-хамски в отношении прислуги и придворных, неоднократно совершал какие-то выходки и ему всегда всё сходило с рук, королевская семья его всячески лелеяла и попустительствовала его вопиющему поведению — с детства ему было всё дозволено, поскольку он был любимым ребёнком королевы. Так, например, на его застеленной постели всегда располагалось 72 плюшевых медвежонка в строгом порядке, если хоть один был расположен по-другому, то принц, даже в зрелом возрасте, тут же выходил из себя и начинал кричать. Бывшая служанка принца Шарлотта Биггс подтвердила историю про плюшевые игрушки в спальне принца. К принцу регулярно приезжали сомнительного вида женщины, охрана тут же их пропускала безо всяких проволочек, так как все боялись гнева принца. Один раз под таким предлогом во дворец проникла психически больная женщина, которая стала слоняться по дворцу, — охрана пропустила её ничего не уточняя, — неизвестно состояла ли она в отношениях с принцем. Принц регулярно генерировал и другие щекотливые ситуации, в то же время боготворившие его роялисты фанатично защищали его непорочную репутацию.

## Семья
В честь свадьбы с Сарой Фергюсон получил титул герцога Йоркского, их брак продлился до развода 30 мая 1996 года. У герцога Йоркского и Сары, герцогини Йоркской, двое детей: принцесса Беатрис Йоркская (родилась 8 августа 1988 года), жена Эдоардо Мапелли-Моцци, и принцесса Евгения (Юджиния) Йоркская (родилась 23 марта 1990 года), жена Джека Бруксбэнка.
С 2001 года у Эндрю были отношения с бизнес-леди Амандой Стэйвли, ожидалось, что он сделает ей предложение, однако она заявила, что не планирует выходить замуж за Эндрю. После этого заявления они расстались.
В 2011 году Эндрю погасил многомиллионные долги бывшей супруги.
Так как у герцога нет сыновей, наследников титула не имеется (пэрские титулы, кроме особо оговорённых случаев, наследуются только по прямой мужской линии). Если принц Эндрю не женится повторно и у него не родится сын, то после его смерти титул герцога Йоркского вернётся короне и может быть присвоен вновь.

## Титулы и обращения
- 19 февраля 1960 — 22 июля 1986: Его Королевское Высочество принц Эндрю
- 23 июля 1986: Его Королевское Высочество герцог Йоркский
  - в Шотландии: Его Королевское Высочество граф Инвернесс
  - в Северной Ирландии: Его Королевское Высочество барон Киллилей

## Личный герб и награды
Как член королевской семьи, имеет личный герб, основанный на гербе монарха Соединенного Королевства.

### Блазон
Четверочастный щит: в первом и четвёртом поле герб Англии — три золотых леопарда с лазоревым вооружением в червлёном поле, во втором поле герб Шотландии — в золотом поле с червлёной двойной внутренней каймой, проросшей лилиями червлёный восстающий лев с лазоревым вооружением, в третьем поле герб Ирландии — золотая арфа с серебряными струнами в лазоревом поле. Поверх щита серебряное титло о трёх концах обременённое лазоревым морским якорем.
Щит окружает лента ордена Подвязки.
Щитодержатели: справа — британский, коронованный открытой короной детей монарха, лев c серебряным титлом (как в щите) на шее; слева — шотландский единорог с короной детей монарха и серебряным титлом (как в щите) на шее.
Щит коронован короной детей монарха с шапкой пэра внутри.
Нашлемник: золотой, коронованный открытой короной детей монарха, леопард с серебряным титлом (как в щите) на шее, стоящий на короне детей монарха.

### Награды
| Страна         | Дата                        | Награда                                            | Награда                                            | Литеры |
| -------------- | --------------------------- | -------------------------------------------------- | -------------------------------------------------- | ------ |
| Великобритания | 6 февраля 1977              | Медаль Серебряного юбилея королевы Елизаветы II    | Медаль Серебряного юбилея королевы Елизаветы II    |        |
| Великобритания | 1982                        | Медаль Южной Атлантики с розеткой                  | Медаль Южной Атлантики с розеткой                  |        |
| Норвегия       | 1988                        | Кавалер Большого креста ордена Святого Олафа       | Кавалер Большого креста ордена Святого Олафа       |        |
| Новая Зеландия | 1990                        | Памятная медаль Новой Зеландии 1990                | Памятная медаль Новой Зеландии 1990                |        |
| Канада         | 2001                        | Знак Вооружённых сил                               | Знак Вооружённых сил                               | CD*    |
| Великобритания | 6 февраля 2002              | Медаль Золотого юбилея королевы Елизаветы II       | Медаль Золотого юбилея королевы Елизаветы II       |        |
| Саскачеван     | 2005                        | Памятная медаль Столетия Саскачевана               | Памятная медаль Столетия Саскачевана               |        |
| Англия         | 23 апреля 2006              | Рыцарь ордена Подвязки                             | Рыцарь ордена Подвязки                             | KG     |
| ОАЭ            | 2010                        | Орден Федерации                                    | Орден Федерации                                    |        |
| Великобритания | 21 февраля 2011             | Рыцарь Большого креста                             | Королевского Викторианского ордена                 | GCVO   |
| Великобритания | 2 июня 2003—21 февраля 2011 | Рыцарь-командор                                    | Королевского Викторианского ордена                 | KCVO   |
| Великобритания | 19 декабря 1979—2 июня 2003 | Командор                                           | Королевского Викторианского ордена                 | CVO    |
| Великобритания | 6 февраля 2012              | Медаль Бриллиантового юбилея королевы Елизаветы II | Медаль Бриллиантового юбилея королевы Елизаветы II |        |
| Мексика        | 2015                        | Кавалер Большого креста ордена Ацтекского орла     | Кавалер Большого креста ордена Ацтекского орла     |        |
| Испания        | 12 июля 2017                | Командор 1 класса ордена Изабеллы Католической     | Командор 1 класса ордена Изабеллы Католической     |        |

## В культуре
Герцог Йоркский стал одним из персонажей художественного фильма «Спенсер» (2021), где его сыграл Никлас Корт. В историческом телесериале от Netflix «Корона» роль Эндрю исполнили Марло Вулли (3 сезон), Тони Бирн (4 сезон) и Джеймс Мюррей (5 сезон). В фильме «Сенсация» (2024) его сыграл Руфус Сьюэлл.